# Індуковане розшарування
Індуковане розшарування — розшарування {\displaystyle \pi ':f^{*}(E)\to B'}, індуковане відображенням {\displaystyle f\colon B'\to B}
і розшаруванням {\displaystyle \pi \colon E\to B}, де {\displaystyle f^{*}(E)} — підпростір
прямого добутку {\displaystyle B'\times E}, що складається з пар {\displaystyle (b',e)}, виду:
{\displaystyle \{(b',e)\in B'\times E\mid f(b')=\pi (e)\}\subset B'\times E},
для яких {\displaystyle f(b')=\pi (e)}, а проєкція за означенням задана як {\displaystyle \pi '\colon (b',e)\mapsto b'}.
Шаром f*E над точкою b′ простору B′ є шар у E над f(b′). Тобто як множина f*E є диз'юнктним об'єднанням всіх цих шарів.
Відображення {\displaystyle {\tilde {f}}\colon f^{*}(E)\to E} індукованого розшарування в вихідне розшарування, задане формулою {\displaystyle {\tilde {f}}(b',e)=e} є морфізмом розшарувань, що накриває {\displaystyle f}.
При цьому комутативна діаграма утворює декартовий квадрат:

## Властивості
- Для кожної точки {\displaystyle b'\in B'} обмеження на шар є гомеоморфізмом.
- Для будь-якого розшарування {\displaystyle \eta \colon X\to B'} і морфізму розшарувань {\displaystyle h:X\to E}, що накриває {\displaystyle f}, існує один і тільки один {\displaystyle B'}-морфізм {\displaystyle k:X\to f^{*}(E)}, що задовольняє співвідношенню {\displaystyle {\tilde {f}}k=h}.
- Розшарування, індуковані ізоморфними розшаруваннями, є ізоморфними. Розшарування, індуковане постійним відображенням є ізоморфним тривіальному розшаруванню.
- Для будь-якого перетину {\displaystyle s} розшарування {\displaystyle \pi } відображення {\displaystyle \sigma \colon B'\to f^{*}(E)}, задане формулою {\displaystyle \sigma (b')=(b',sf(b'))}, є перетином індукованого розшарування {\displaystyle f^{*}(\pi )} і задовольняє співвідношенню {\displaystyle {\tilde {f}}\sigma =sf}.
- Якщо (U, φ) є локальною тривіалізацією розшарування E, тоді (f−1U, ψ) є локальною тривіалізацією f*E де

{\displaystyle \psi (b',e)=(b',{\mbox{proj}}_{2}(\varphi (e))).\,}
Тобто у цьому випадку f*E теж є локально тривіальним розшаруванням над B′ з шаром F.
- Якщо локально тривіальне розшарування E → B також має структурну групу G з функціями перетворення tij (для локальних тривіалізацій {(Ui, φi)}, тоді G також буде структурною групою індукованого розшарування f*E. Функції перетворення розшарування f*E рівні

{\displaystyle f^{*}t_{ij}=t_{ij}\circ f.}
- Якщо E → B є векторним чи головним розшаруванням, то таким же розшаруванням є f*E. У випадку головних розшарувань права дія групи G на f*E визначається як

{\displaystyle (x,e)\cdot g=(x,e\cdot g)}
Звідси випливає, що {\displaystyle {\tilde {f}}} є еквіваріантним відображенням і тому задає морфізм головних розшарувань.